# Funkhouserella pinguiturris
Funkhouserella pinguiturris är en insektsart som beskrevs av William D. Funkhouser. Funkhouserella pinguiturris ingår i släktet Funkhouserella och familjen hornstritar. Inga underarter finns listade i Catalogue of Life.